# Bloomberg Businessweek
Bloomberg BusinessWeek (nata come The Business Week) è una rivista mensile statunitense di economia pubblicata dal 1929.

## Storia editoriale
Venne fondata nel 1929 col nome di The Business Week sotto la direzione di Malcolm Muir, all'epoca presidente della McGraw-Hill Publishing Company.
Dal 2009 è pubblicata da Bloomberg, che l'ha acquisita da McGraw-Hill al costo simbolico di 1 dollaro.